# Ágios Vlásios (ort i Grekland, Epirus)
Ágios Vlásios är en ort i Grekland.   Den ligger i prefekturen Thesprotia och regionen Epirus, i den västra delen av landet, 300 km nordväst om huvudstaden Aten. Ágios Vlásios ligger 171 meter över havet och antalet invånare är 398.
Terrängen runt Ágios Vlásios är huvudsakligen kuperad, men åt sydväst är den platt. Terrängen runt Ágios Vlásios sluttar västerut.Runt Ágios Vlásios är det glesbefolkat, med 16 invånare per kvadratkilometer. Närmaste större samhälle är Igoumenitsa, 6,0 km söder om Ágios Vlásios. 